# Episcopia Devei și Hunedoarei

Eparhiile Bisericii Ortodoxe Române

Episcopia Devei și Hunedoarei este o eparhie a Bisericii Ortodoxe Române, cu jurisdicție asupra parohiilor și mănăstirilor din județul Hunedoara și cu reședința în municipiul Deva. A fost înființată în anul 2009. Se află în prezent în jurisdicția canonică a Mitropoliei Ardealului.
Actualul episcop este Nestor Dinculeană, care a fost ales la 16 decembrie 2021 și întronizat la 26 decembrie 2021.

## Istoric

### Înființarea episcopiei
Credincioșii ortodocși din județul Hunedoara s-au aflat anterior sub jurisdicția Episcopiei Aradului, Ienopolei, Hălmagiului și Hunedoarei. Episcopia Devei și Hunedoarei a fost înființată prin hotărârea Sfântului Sinod al Bisericii Ortodoxe Române, adoptată în ședința de lucru din zilele de 18-19 iunie 2009, prin desprinderea județului Hunedoara din jurisdicția Episcopiei Aradului, Ienopolei, Hălmagiului și Hunedoarei. Ea a fost inițial o eparhie sufragană Mitropoliei Banatului.

### Activitatea episcopiei în perioada episcopului Gurie
Ca urmare a acestei hotărâri, Sinodul mitropolitan al Mitropoliei Banatului, în consultare cu Adunarea Eparhială a Episcopiei Devei și Hunedoarei, a desemnat la 16 octombrie 2009 doi candidați pentru postul vacant de episcop: Daniil Stoenescu (episcop-locțiitor (administrator) al Episcopiei Daciei Felix) și Gurie Georgiu „Gorjeanul” (episcop-vicar al Arhiepiscopiei Craiovei). Gurie Georgiu a fost ales episcop al Devei și Hunedoarei în ședința Sfântului Sinod al Bisericii Ortodoxe Române din 29 octombrie 2009. Întronizarea lui Gurie Georgiu ca episcop al Eparhiei Devei și Hunedoarei a fost oficiată la 29 noiembrie 2009 în Catedrala „Sfântul Nicolae” din Deva de către un sobor de 24 de ierarhi, în frunte cu patriarhul Daniel, în prezența autorităților locale și a peste 3.000 de credincioși din județele Hunedoara și Arad.
Adunarea Eparhială a Episcopiei Devei și Hunedoarei a elaborat, în ședința sa din 19 ianuarie 2012, un proces-verbal în care a solicitat revenirea sub jurisdicția canonică a Mitropoliei Ardealului. Sinodul Mitropolitan al Mitropoliei Banatului s-a întrunit în ședință la 23 ianuarie 2012 la Centrul eparhial din Timișoara și a aprobat cererea Adunării Eparhiale a Episcopiei Devei și Hunedoarei. Cererea a fost înaintată mai departe Sfântului Sinod al Bisericii Ortodoxe Române, care, în ședința sa din 16-17 februarie 2012, a luat act de dorința clerului și credincioșilor din Adunarea Eparhială a Episcopiei Devei și Hunedoarei și a aprobat trecerea acestei eparhii în jurisdicția Mitropoliei Ardealului.
În anul 2020 Episcopia Devei și Hunedoarei a solicitat Sfântului Sinod al Bisericii Ortodoxe Române înființarea unui post de arhiereu-vicar, iar solicitarea a fost aprobată în ședința de lucru din 21 iulie 2020. Sinodul mitropolitan al Mitropoliei Ardealului i-a propus la 8 februarie 2021 pe arhimandriții Nestor Dinculeană (vicar administrativ-eparhial al Episcopiei Devei și Hunedoarei) și Gherontie Ciupe (consilier eparhial la Sectorul Pastoral-Liturgic al aceleiași eparhii) drept candidați pentru postul de arhiereu-vicar al Episcopiei Devei și Hunedoarei, iar Sfântul Sinod al Bisericii Ortodoxe Române l-a ales, în ședința de lucru din 25 februarie 2021, pe Nestor Dinculeană, care a primit titulatura „Hunedoreanul”. Nestor Hunedoreanul a fost hirotonit și așezat în demnitatea de arhiereu-vicar al Episcopiei Devei și Hunedoarei în ziua de 7 martie 2021, în Biserica „Adormirea Maicii Domnului” din Deva, de către un sobor de opt ierarhi, în frunte cu mitropolitul Laurențiu Streza al Ardealului.

### Decesul episcopului Gurie și alegerea episcopului Nestor
Episcopul Gurie Georgiu a decedat joi, 21 octombrie 2021, în urma unui stop cardio-respirator, după ce fusese internat în 8 octombrie la Spitalul Județean de Urgență din Deva ca urmare a infectării cu virusul SARS-CoV-2. După moartea lui Gurie, funcția de locțiitor de episcop al Devei și Hunedoarei a fost îndeplinită de mitropolitul Laurențiu Streza al Ardealului.
Sinodul mitropolitan al Mitropoliei Ardealului, în consultare cu Adunarea Eparhială a Episcopiei Devei și Hunedoarei, a desemnat la 4 decembrie 2021 doi candidați pentru postul vacant de episcop: Nestor Dinculeană „Hunedoreanul” (arhiereu-vicar al Episcopiei Devei și Hunedoarei) și arhim. Gherontie Ciupe (vicar administrativ-eparhial al Episcopiei Devei și Hunedoarei). Sfântul Sinod al Bisericii Ortodoxe Române l-a ales în ședința sa din 16 decembrie 2021, pe arhiereul Nestor Dinculeană în demnitatea de episcop al Devei și Hunedoarei, cu 38 de voturi din cele 46 exprimate. Întronizarea lui Nestor Dinculeană ca episcop al Eparhiei Devei și Hunedoarei a fost oficiată duminică 26 decembrie 2021 în Catedrala Episcopală „Sfântul Nicolae” din Deva de către un sobor de ierarhi ai Bisericii Ortodoxe Române, în frunte cu mitropolitul Laurențiu Streza, în prezența secretarului de stat pentru culte, Victor Opaschi, și a numeroși credincioși.

## Protopopiate
Episcopia Devei și Hunedoarei este organizată în anul 2020 în cinci protopopiate::
- Brad — 47 parohii[23]
- Deva — 84 parohii[24]
- Hațeg — 42 parohii[25]
- Orăștie — 49 parohii[26]
- Petroșani — 33 parohii[27]

## Mănăstiri
În anul 2020 Episcopia Devei și Hunedoarei are în jurisdicție 6 mănăstiri (cinci de maici și una de călugări) și 13 schituri (șase de maici și șapte de călugări). Cele șase mănăstiri sunt:
- Mănăstirea „Sf. Evanghelist Ioan” din Prislop (Silvașu de Sus) — maici
- Mănăstirea „Nașterea Maicii Domnului” din Crișan — călugări
- Mănăstirea „Sfânta Treime” din Crișcior — maici
- Mănăstirea „Nașterea Maicii Domnului” din Măgureni — maici
- Mănăstirea „Adormirea Maicii Domnului” din Groapa Seacă (Petrila-Jieț) — maici
- Mănăstirea „Schimbarea la Față” din Măgura — maici

## Episcopi
- Gurie Georgiu (29 noiembrie 2009 - 21 octombrie 2021)
- Nestor Dinculeană (din 26 decembrie 2021)

## Legături externe
- Site web oficial